# Бад-Вурцах
Бад-Вурцах (нем. Bad Wurzach) — город в Германии, курорт, расположен в земле Баден-Вюртемберг. 
Подчинён административному округу Тюбинген. Входит в состав района Равенсбург.  Население составляет 14 272 человека (на 31 декабря 2010 года). Занимает площадь 182,26 км². Официальный код  —  08 4 36 010.

## Фотографии

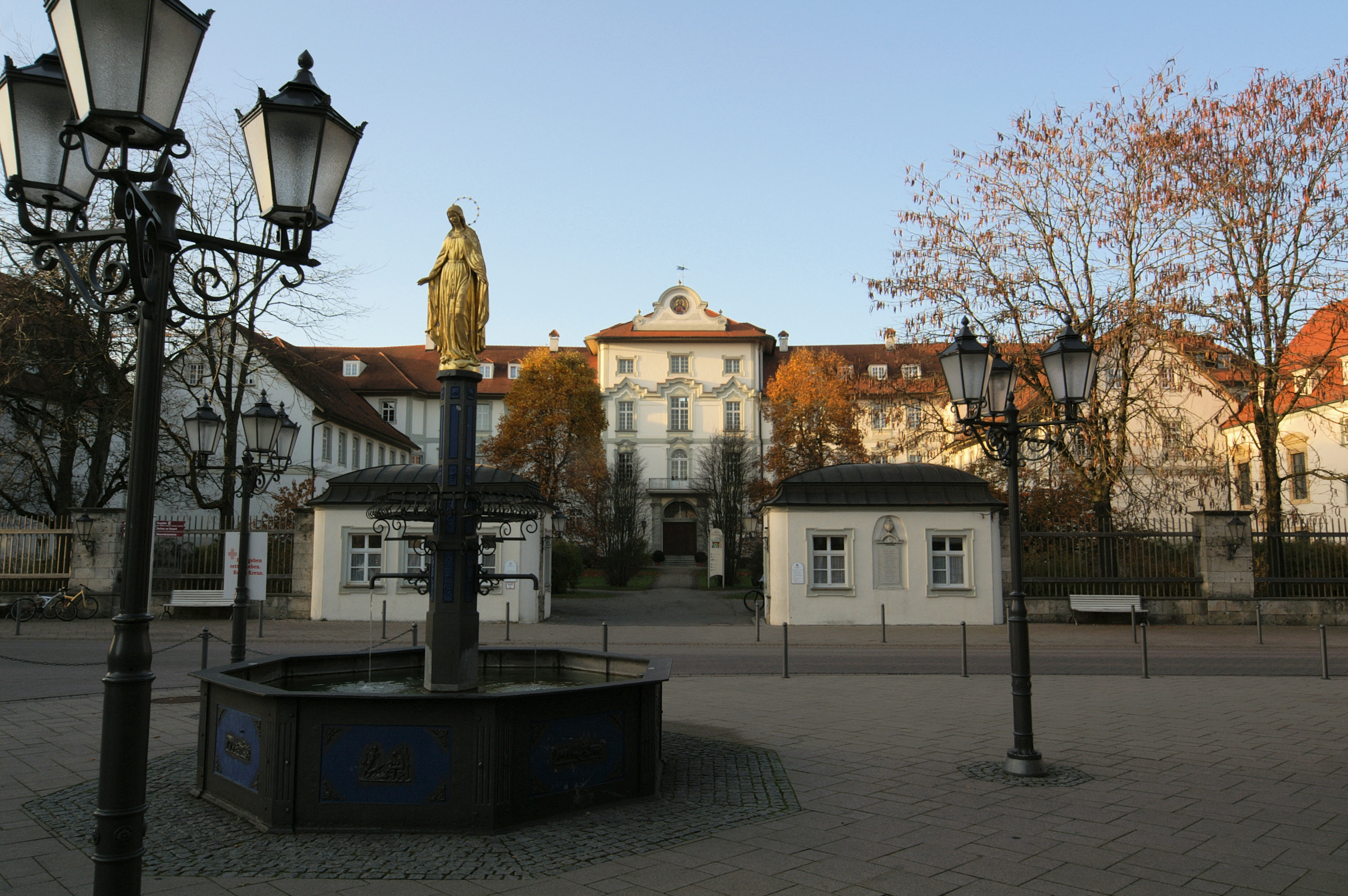
Замок
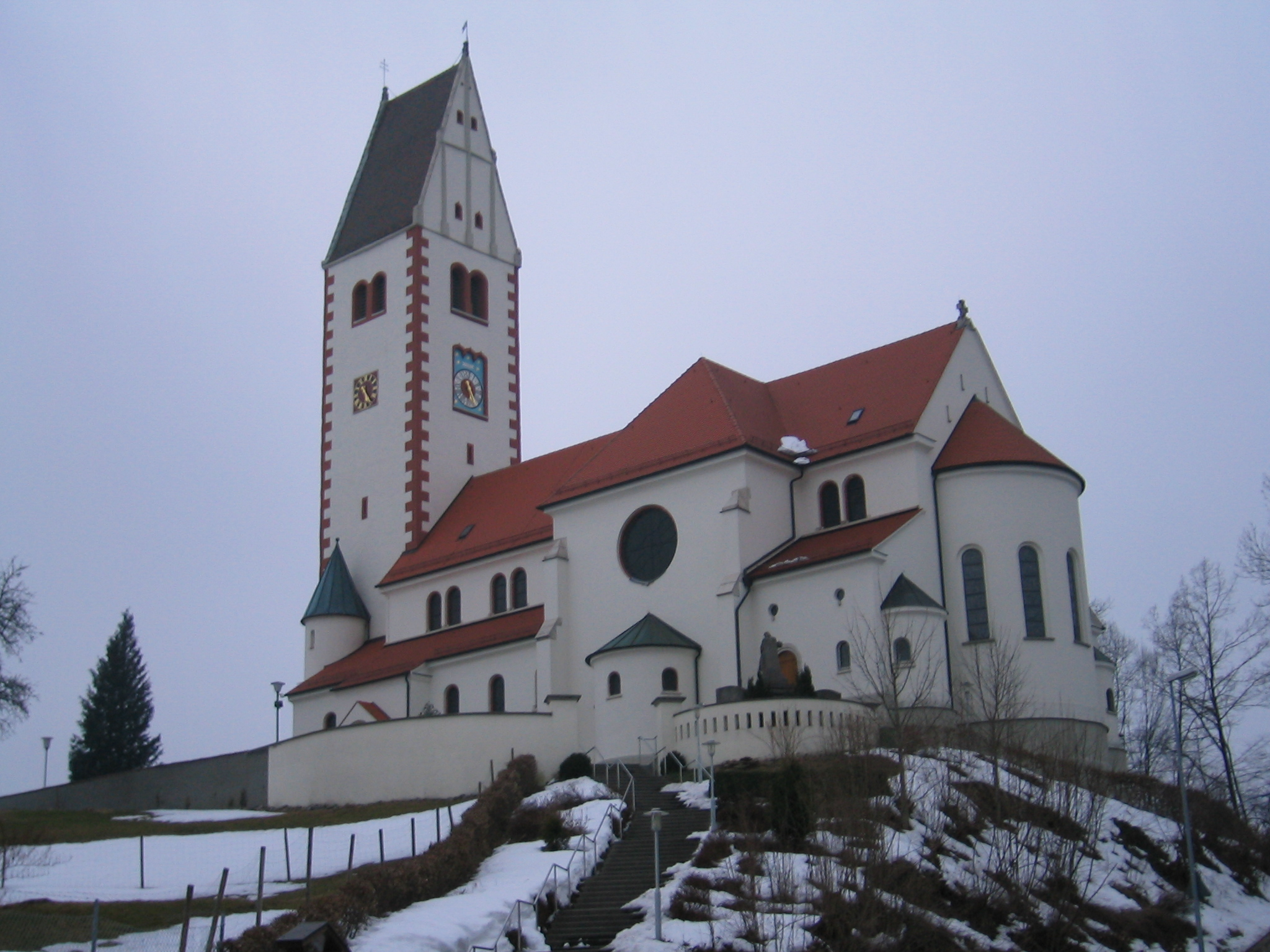
Церковь
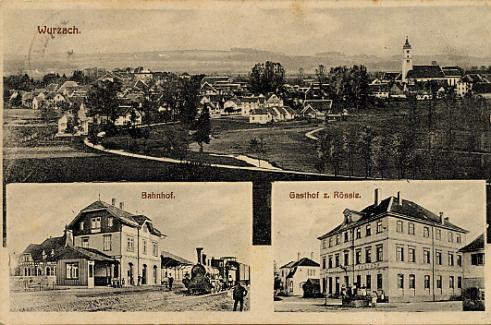
Вокзал
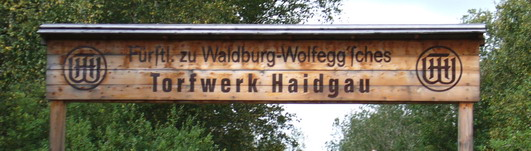
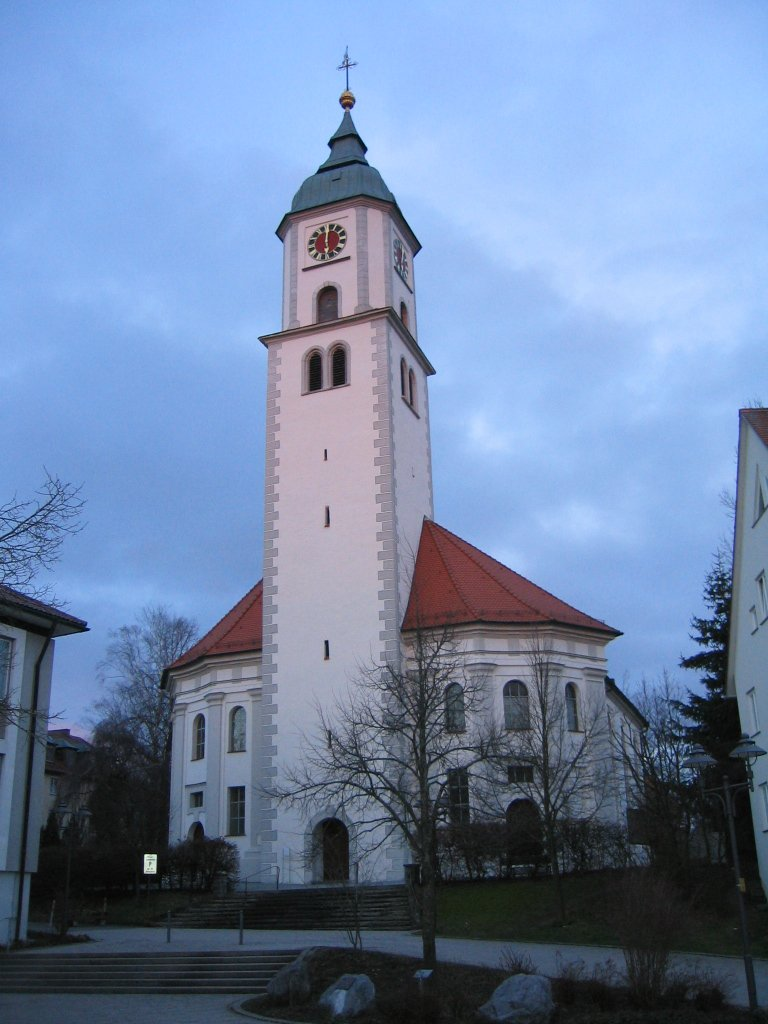
Церковь
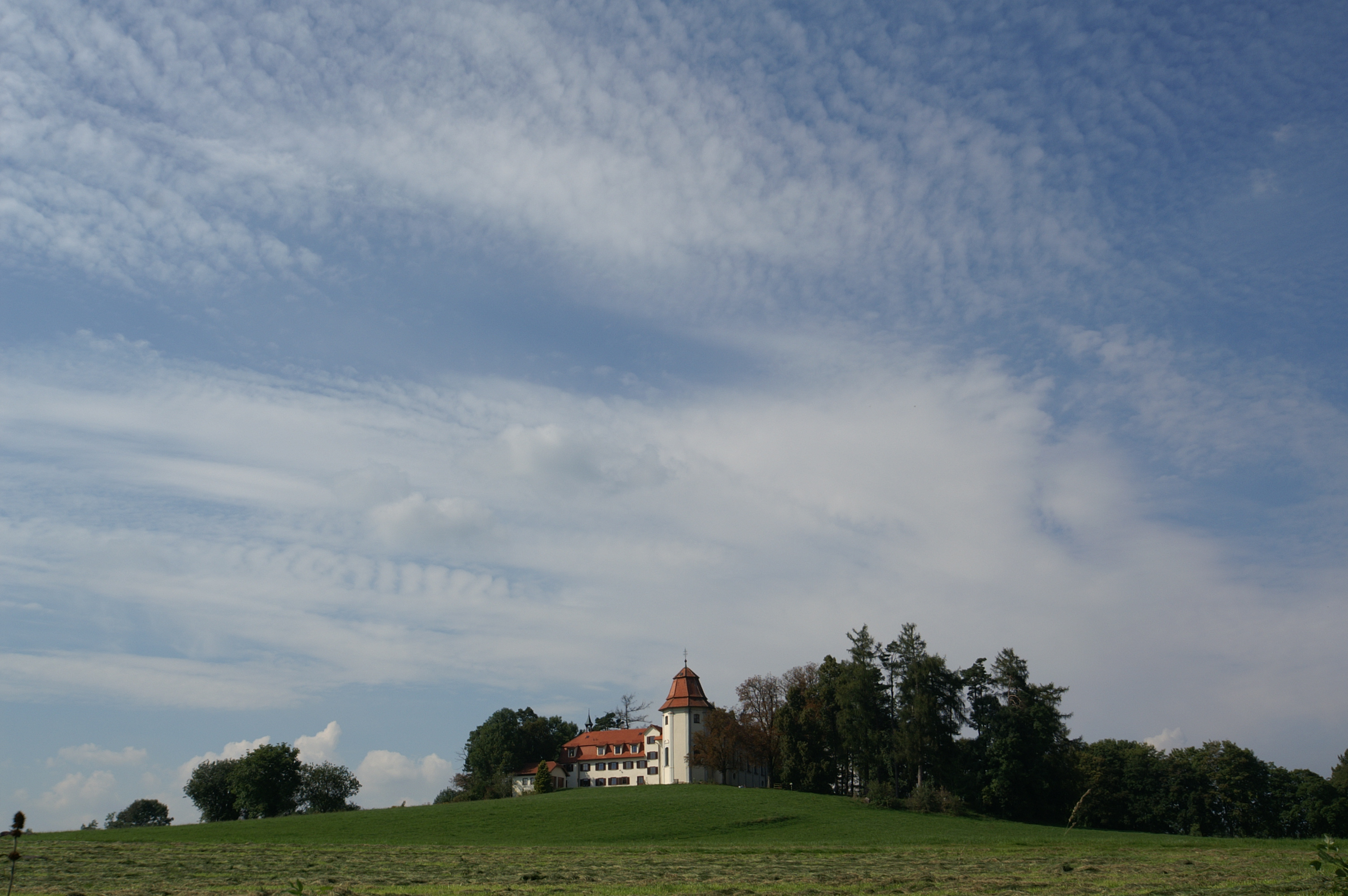
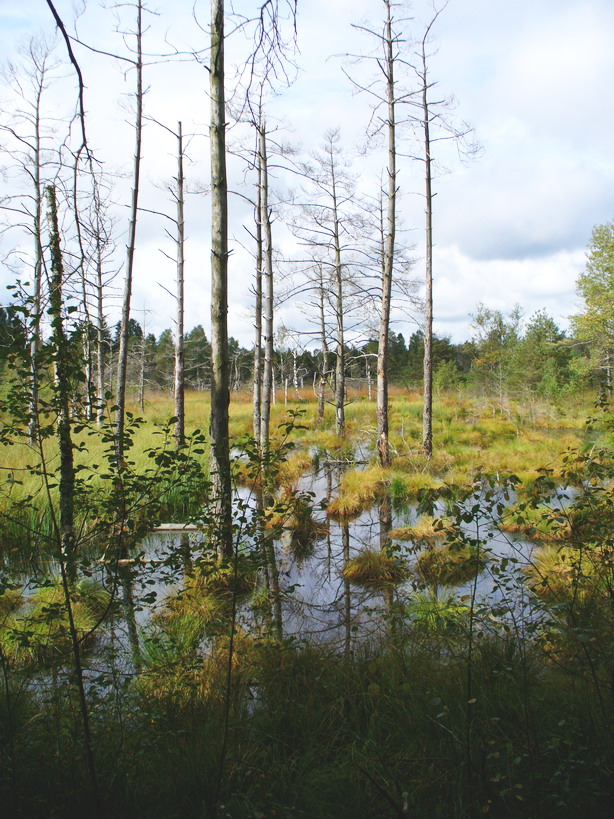
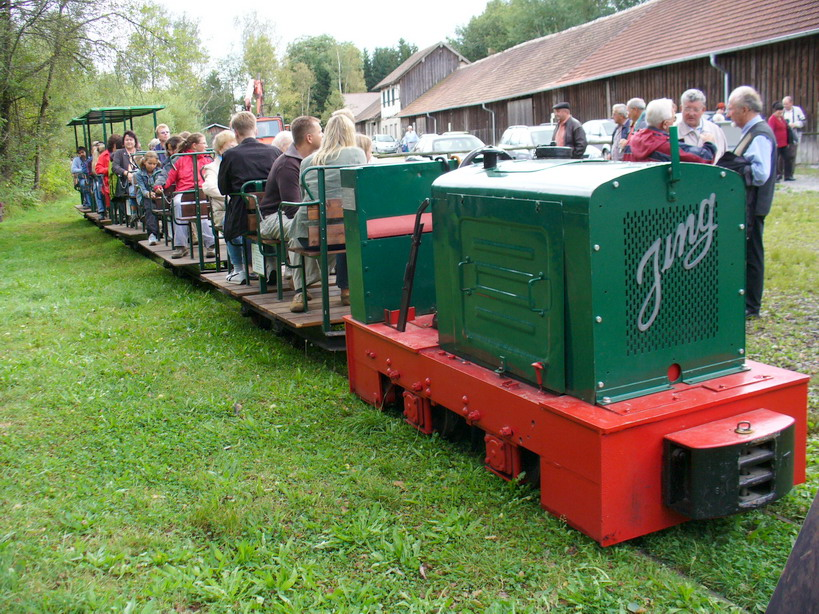
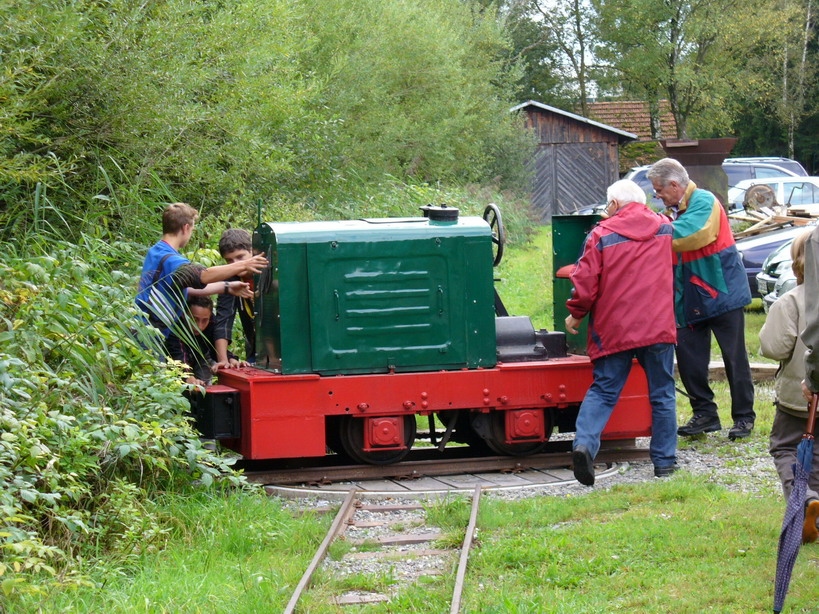
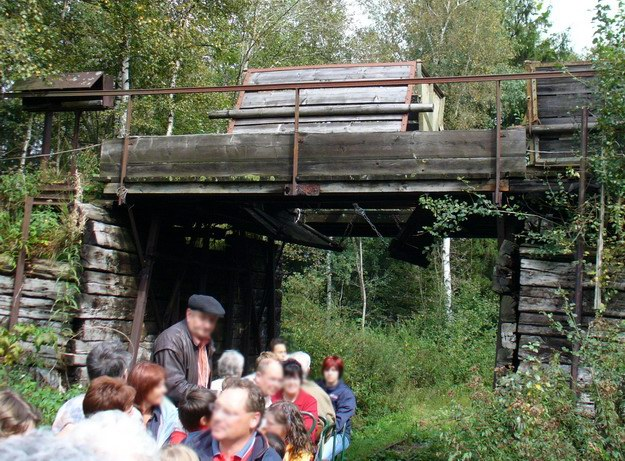
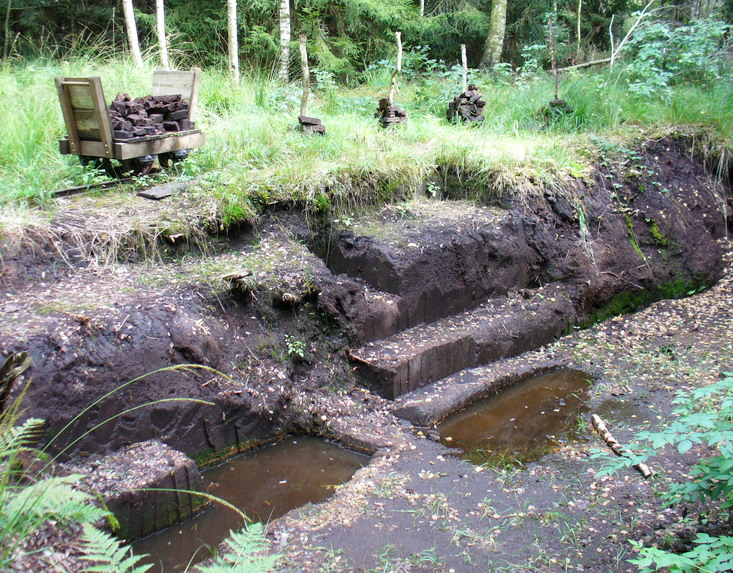